# Etnocacerismo

Simbolismo da referida doutrina; a bandeira da direita é a wiphala, e a da esquerda é a chakana utilizada por Antauro Humala no Andahuaylazo de 2005; A chakana etnocacerista apresenta semelhanças com a Bandeira Nacional do Terceiro Reich.

O etnocacerismo (ou etnonacionalismo peruano) é uma ideologia política nacionalista étnica indigenista cujo pilar é a reafirmação das identidades andinas da era pré-colonização e da língua quíchua, bem como a formação de um estado que inclua os territórios do antigo Império Inca.
O movimento foi descrito pela mídia como tendo traços fascistas; no entanto, alguns etnocaceristas afirmem que sua ideologia distinguem-se tanto da direita política quanto da esquerda "eurocêntrica" no Peru, dizendo que se opõem ao capitalismo, fascismo e ao marxismo, argumentando que, em vez disso, pretendem criar uma ideologia indígena orgânica baseada nas civilizações históricas do Peru.

## História
O etnocacerismo foi fundado pelo peruano Isaac Humala - ex-militante marxista do Partido Comunista Peruano e do Movimiento de Izquierda Revolucionaria (MIR) - em 2000.
No contexto da crise de Fujimori no final da década de 1990, os irmãos Humala promoveram o levante em Locumba (Tacna) com o apoio de reservistas do exército. Depois de ser anistiado pelo Congresso da República, Antauro Humala se aposentou e procurou organizar - com o apoio de civis, intelectuais e reservistas - o movimento etnocacerista, enquanto Ollanta se tornou adido militar na França e na Coréia do Sul. No início de 2005, o movimento etnocacerista, aproveitando a erosão do regime de Alejandro Toledo, protagonizou o chamado “Andahuaylazo”, com o apoio da população. Esse fato termina com Antauro na prisão. Ollanta Humala, que a certa altura apoiou o levante, se distanciou e optou por uma alternativa partidária, criando o Partido Nacionalista Peruano, filiado ao Fórum de São Paulo e parte do Maré Rosa, com o qual concorreu às eleições de 2006 e 2011, tornando-se governo.
Atualmente, o etnocacerismo é liderado por Antauro Humala distanciando-se de Ollanta Humala. A maioria de seus integrantes são reservistas do Exército Peruano e veteranos do Conflito Falso Paquisha e da Guerra do Cenepa contra o Equador e da luta contra o Partido Comunista do Peru - Sendero Luminoso.

## Doutrina
O principal pilar do etnocacerismo é a reivindicação da “raça cobriza” que seria formada pelos indígenas que, segundo os etnocaceristas, deveriam voltar a governar o Peru. A identidade andina é reafirmada, assim como a formação de um estado que engloba os antigos territórios do Império Inca:
“A espécie humana tem quatro raças, das quais uma está praticamente à parte, a branca domina o mundo, a amarela tem duas potências, China e Japão, e a negra, apesar de não ser tão boa quanto as duas anteriores, pelo menos domina seu continente. . Por outro lado, o cobre não domina em lugar nenhum. A gente pretende fazer isso (...) é isso que nos diferencia”
Para os etnocaceristas, o modo de ser socialista começa por ser etnonacionalista, pois o motor da história, ao contrário dos marxistas que colocam a luta de classes como motor, é binário (Fator Etnocultural (FEC) + Fator Classista (FC)) cujo  ordem altera o produto final. Portanto, propõe-se privilegiar primeiro o pensamento andino e depois o marxista. Os etnocaceristas abrangem, segundo eles, a raça que é o "tabu do marxismo". O etnocacerismo suscita uma dualidade enfrentada entre o cobrizos e os brancos, por meio do qual "é destruído tudo o que deriva do falsas premissas que se referem ao que é branco / ocidental como uma 'medida universal'" para assim alcançar a soberania política e econômica.
Outro ponto importante do etnocacerismo é o ultranacionalismo e o irredentismo, para os quais se evoca o símbolo do herói peruano na Guerra do Pacífico, Andrés Avelino Cáceres, que liderou a resistência durante a invasão chilena. Portanto, o Chile é considerado o maior inimigo do Peru e defende a recuperação dos territórios de Tarapacá e Arica durante a referida guerra. Além disso, propõem a nacionalização das empresas.